# 고스가야정
고스가야정(小鈴谷町)은 아이치현 지타군에 설치되었던 정이다. 현재의 도코나메시 남부와 미하마정 북부에 해당한다.